# Amt Friedland
Het Amt Friedland is een samenwerkingsverband van 4 gemeenten en ligt in het district Mecklenburgische Seenplatte in de Duitse deelstaat Mecklenburg-Voor-Pommeren. Het Amt telt 8.342 inwoners. Het bestuurscentrum bevindt zich in de stad Friedland.

## Geschiedenis
Het Amt Friedland is op 31 maart 1992 opgericht onder naam Amt Friedland-Land als samenwerkingsverband tussen de gemeenten Brohm, Eichhorst, Genzkow, Glienke, Jatzke, Kotelow, Sadelkow, Salow, Schwanbeck, Schwichtenberg en Wittenborn. Sinds 1 januari 2003 maakt ook de stad Friedland deel uit van het Amt en is het Amt hernoemd naar de huidige naam. 

## Gemeenten
Het Amt bestaat uit de volgende gemeenten:
- Datzetal met Bassow, Roga, Pleez, Sadelkow, Sadelkow Siedlung en Salow
- De stad Friedland met Bresewitz, Brohm, Cosa, Dishley, Glienke, Eichhorst, Heinrichswalde, Hohenstein, Jatzke, Liepen, Mormannshof, Ramelow en Schwanbeck
- Galenbeck met Friedrichshof, Klockow, Kotelow, Lübbersdorf, Rohrkrug, Sandhagen, Schwichtenberg en Wittenborn
- Genzkow

## Bestuurlijke herindelingen
Sinds de oprichting van het Amt in 1992 hebben er diverse bestuurlijke herindelingen plaatsgevonden. Tot op heden betreft het de volgende wijzigingen.

### Gemeente
- Fusie van Jatzke en Eichhorst tot Eichhorst op 1 oktober 2001
- Fusie van Kotelow, Schwichtenberg en Wittenborn tot Galenbeck op 1 januari 2003
- Fusie van Sadelkow en Salow tot Datzetal op 1 januari 2003
- Annexatie van Brohm en  Schwanbeck door Friedland op 13 juni 2004

### Amt
- Toetreding van de stad Friedland tot het samenwerkingsverband op 1 januari 2013
- Wijziging van de naam van het verband van Amt Friedland-Land in Amt Friedland op 1 januari 2013